# NGC 4177
NGC 4177 este o astronomical radio source⁠(d) situată în constelația Corbul. A fost descoperită în 27 martie 1786 de către William Herschel. Se află la o distanță de 59,55 de megaparseci de Pământ.